# Кім Мін Су
Кім Мін Су (кор. 김민수; 22 січня 1975, Сеул) — південнокорейський дзюдоїст напівважкої вагової категорії, який виступав за збірну Південної Кореї в середині 1990-х — на початку 2000-х років. Срібний призер літніх Олімпійських ігор в Атланті, володар срібної медалі тихоокеанського чемпіонату, чемпіон світу серед юніорів, переможець багатьох турнірів національного та міжнародного рівня. Також від 2005 до 2009 року брав участь в боях за мішаними правилами і виступав на гран-прі з кікбоксингу.

## Біографія
Кім Мін Су народився 22 січня 1975 року в Сеулі.

### Дзюдо
Першого серйозного успіху на міжнародному рівні досягнув 1994 року, коли потрапив до складу корейської національної збірної і побував на юніорському чемпіонаті світу в Каїрі, звідки привіз золоту нагороду, яку він виграв у напівважкій ваговій категорії. Рік по тому посів п'яте місце на міжнародному турнірі в Москві, ще через рік здобув бронзову медаль на етапі Кубка світу в Леондингу й був сьомим на етапі в Мюнхені.
Завдяки низці вдалих виступів удостоївся права захищати честь країни на літніх Олімпійських іграх 1996 року в Атланті — на шляху до фіналу взяв гору над усіма чотирма суперниками, в тому числі над росіянином Дмитром Сергеєвим, бронзовим призером останнього чемпіонату Європи, проте у вирішальному поєдинку зазнав поразки від поляка Павла Настули і здобув таким чином срібну олімпійську медаль.
Після Олімпіади в США Кім залишився в основному складі дзюдоїстської команди Південної Кореї і продовжив брати участь у найбільших міжнародних турнірах. Так, у 1997 році в напівважкій вазі він тричі ставав бронзовим призером на трьох різних етапах Кубка світу: в Парижі, Леондингу та Мюнхені. У наступному сезоні в категорії до 100 кг виграв срібну медаль на Кубку Мацутаро Соріки в Токіо, потім у 1999 році взяв бронзу на відкритій першості Великої Британії в Бірмінгемі. 2000 року на міжнародному турнірі в Ірані потрапив до числа призерів одразу в двох вагових категоріях, удостоївся бронзової нагороди в напівважкій категорії й срібної в абсолютній. На одинадцятому тихоокеанському чемпіонаті з дзюдо в 2001 році завоював у своїй вазі срібну медаль. Останній значущий результат на міжнародній арені показав у сезоні 2003 року на турнірі FAJR в Ірані, де переміг усіх опонентів і завоював золото.

### Мішані єдиноборства
2005 року Кім Мін Су підписав контракт з японською бійцівською організацією Hero's і дебютував у змішаних єдиноборствах. У дебютному поєдинку зустрічався з масивним американцем Бобом Саппом, який його нокаутував уже на початку другої хвилини першого раунду. Другий поєдинок, проти новозеландського бійця Рея Сефо, теж програв нокаутом, пропустивши сильний удар ногою в голову. Третій і четвертий бої все ж виграв, провівши вдалі задушливі прийоми. Потім у його кар'єрі була серія з чотирьох поразок, однак суперниками були досить відомі бійці — Семмі Схілт, Дон Фрай, Майті Мо і Брок Леснар. 2007 року востаннє виступив на турнірі Hero's, у рідних стінах у Сеулі технічним нокаутом переміг японця Мінову Ікухісу. Завершив бійцівську кар'єру в 2009 році, після поразки нокаутом від сумоїста Сенторю Хенрі. Загалом у ММА провів десять поєдинків, з яких три виграв і сім програв.

### Кікбоксинг
У 2006–2008 роках Кім також пробував сили в кікбоксингу, де провів п'ять поєдинків на різних гран-прі К-1, чотири з яких виграв. Єдиної поразки зазнав нокаутом від японця Фудзімото Юсуке.